# Ronde van Spanje 2014/Dertiende etappe
De dertiende etappe van de Ronde van Spanje 2014 werd gereden op 5 september 2014. De rit verliep op een heuvelachtig parcours over 182 km van Belorado naar Obregón (Parque de Cabárceno). De Spanjaard Daniel Navarro won met twee seconden verschil.

## Ritverslag
Na de saaie 12e rit werd er dit keer echt gekoerst. Een groep van veertien vluchters ging meteen aan de haal, met onder meer Luis Léon Sanchez, Damiano Cunego, Peter Sagan, Johan Vansummeren en Jasper Stuyven.
Omdat er te veel bekende namen in het groepje zaten, werden ze door het peloton onder controle gehouden, dit vooral onder impuls van Orica-GreenEdge. Zij geraakten nooit verder dan drie minuten weg.
Op de laatste beklimming van de dag viel de kopgroep uiteen. Vijf renners trokken ervandoor. Voor Aleksej Loetsenko ging het niet snel genoeg en hij waagde zijn kans, maar moest op tien kilometer van de finish afhaken. Intussen waren alle vluchters door het peloton opgeraapt.
De rit eindigde op een steile slotklim. Het was Daniel Navarro die nog over de meeste snelheid beschikte. Hij werd op luttele seconden gevolgd door Daniel Moreno en alle grote favorieten.

## Uitslagen
| Rituitslag |                         |                            |          |
| Plaats     | Naam                    | Ploeg                      | Tijd     |
| Winnaar    | Daniel Navarro          | Cofidis, Solutions Crédits | 4u21'04" |
| 2          | Daniel Moreno Fernandez | Team Katjoesja             | + 2"     |
| 3          | Wilco Kelderman         | Belkin-Pro Cycling Team    | z.t.     |
| 4          | Alejandro Valverde      | Team Movistar              | + 5"     |
| 5          | Nacer Bouhanni          | FDJ.fr                     | z.t.     |
| 6          | Damiano Caruso          | Cannondale                 | z.t.     |
| 7          | Alberto Contador        | Tinkoff-Saxo               | z.t.     |
| 8          | Robert Gesink           | Belkin-Pro Cycling Team    | z.t.     |
| 9          | Daniel Martin           | Garmin Sharp               | z.t.     |
| 10         | Gianluca Brambilla      | Omega Pharma-Quick-Step    | z.t.     |
|            |                         |                            |          |
| 24         | Jens Debusschere        | Lotto Belisol              | + 20"    |

| Algemeen Klassement |                    |                         |           |
| Plaats              | Naam               | Ploeg                   | Tijd      |
| Rode trui           | Alberto Contador   | Tinkoff-Saxo            | 48u59'23" |
| 2                   | Alejandro Valverde | Team Movistar           | + 20"     |
| 3                   | Rigoberto Urán     | Omega Pharma-Quick-Step | + 1'08"   |
| 4                   | Chris Froome       | Team Sky ProCycling     | + 1'20"   |
| 5                   | Joaquím Rodríguez  | Team Katjoesja          | + 1'35"   |
| 6                   | Samuel Sánchez     | BMC Racing Team         | + 1'52"   |
| 7                   | Fabio Aru          | Astana Pro Team         | + 2'13"   |
| 8                   | Winner Anacona     | Lampre-Merida           | + 2'37"   |
| 9                   | Robert Gesink      | Belkin-Pro Cycling Team | + 2'55"   |
| 10                  | Damiano Caruso     | Cannondale              | + 3'51"   |
|                     |                    |                         |           |
| 19                  | Maxime Monfort     | Lotto Belisol           | + 9'30"   |

| Puntenklassement |                    |                     |        |
| Plaats           | Naam               | Ploeg               | Punten |
| Groene trui      | John Degenkolb     | Team Giant-Shimano  | 112    |
| 2                | Nacer Bouhanni     | FDJ.fr              | 90     |
| 3                | Alejandro Valverde | Team Movistar       | 78     |
|                  |                    |                     |        |
| 9                | Jasper Stuyven     | Trek Factory Racing | 42     |

| Bergklassement        |                    |                        |        |
| Plaats                | Naam               | Ploeg                  | Punten |
| Bolletjestrui (blauw) | Lluís Mas          | Caja Rural-Seguros RGA | 20     |
| 2                     | Winner Anacona     | Lampre-Merida          | 18     |
| 3                     | Alejandro Valverde | Team Movistar          | 18     |
|                       |                    |                        |        |
| 17                    | Pim Ligthart       | Lotto Belisol          | 5      |

1e etappe ·
2e etappe ·
3e etappe ·
4e etappe ·
5e etappe ·
6e etappe ·
7e etappe ·
8e etappe ·
9e etappe ·
10e etappe ·
11e etappe ·
12e etappe ·
13e etappe ·
14e etappe ·
15e etappe ·
16e etappe ·
17e etappe ·
18e etappe ·
19e etappe ·
20e etappe ·
21e etappe
Startlijst · Eindstanden · Afbeeldingen